# Schizonycha divulsa
Schizonycha divulsa är en skalbaggsart som beskrevs av Louis Albert Péringuey 1904. Schizonycha divulsa ingår i släktet Schizonycha och familjen Melolonthidae. Inga underarter finns listade i Catalogue of Life.